# Mitologia

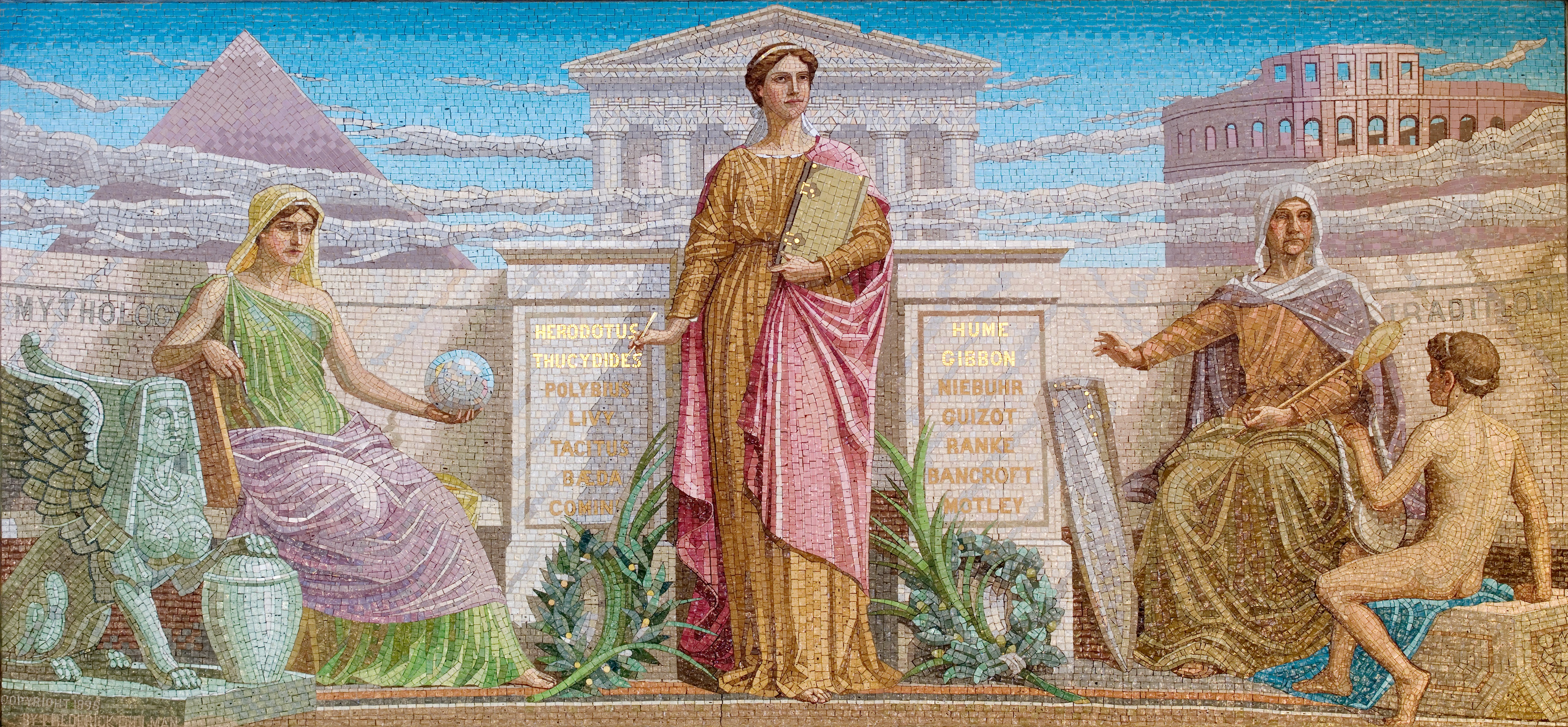
Personifikacja Mitologii (po lewej). W środku personifikacja Historii, po prawej Tradycji – mozaika Frederick Dielman z 1896 roku. Biblioteka Kongresu, Waszyngton

Mitologia – zbiór mitów opowiadanych w danej społeczności lub literacko uporządkowany zbiór opowieści o bóstwach i istotach nadprzyrodzonych, a także nauka zajmująca się zbieraniem, analizą, klasyfikacją i interpretacją mitów.
Mitologię uważa się za dyscyplinę z pogranicza antropologii, etnologii, teorii literatury, historii, socjologii, teologii czy religioznawstwa. Niekiedy wobec nauki badającej mity używa się też określenia mitoznawstwo.
Studia nad mitologiami mają dwuwiekową tradycję, poprzedzoną zamiłowaniami antykwarycznymi w wielu krajach, a także odrodzeniem greckich i rzymskich wątków antycznych w kulturze europejskiej. Podstawowe kierunki badawcze ukształtowały się w XIX i XX wieku. Obok klasycznej interpretacji mitologii, opartej na analizie tekstów, zwanej historyczno-literacką, rozwinęły się liczne interpretacje funkcjonalne. Klasyczne ujęcie mitologii opiera się na założeniu, że to, co ludzie wyrażają w mitach, jest właśnie tym, co chcą wyrazić. Funkcjonalna interpretacja mitologii zakłada, że język mitu jest przekładalny na język współczesnej nauki, a różne struktury pojęciowe mogą służyć do odkrywania ukrytego sensu mitologii, maskowanego przez treść i formę mitów. Zwolennicy mitologii funkcjonalnej sformułowali wiele różnych wyjaśnień mitologii, które można sprowadzić do trzech zasadniczych interpretacji: intelektualnej, emocjonalnej i społecznej.

## Mitologia jako zbiór ustnych opowieści

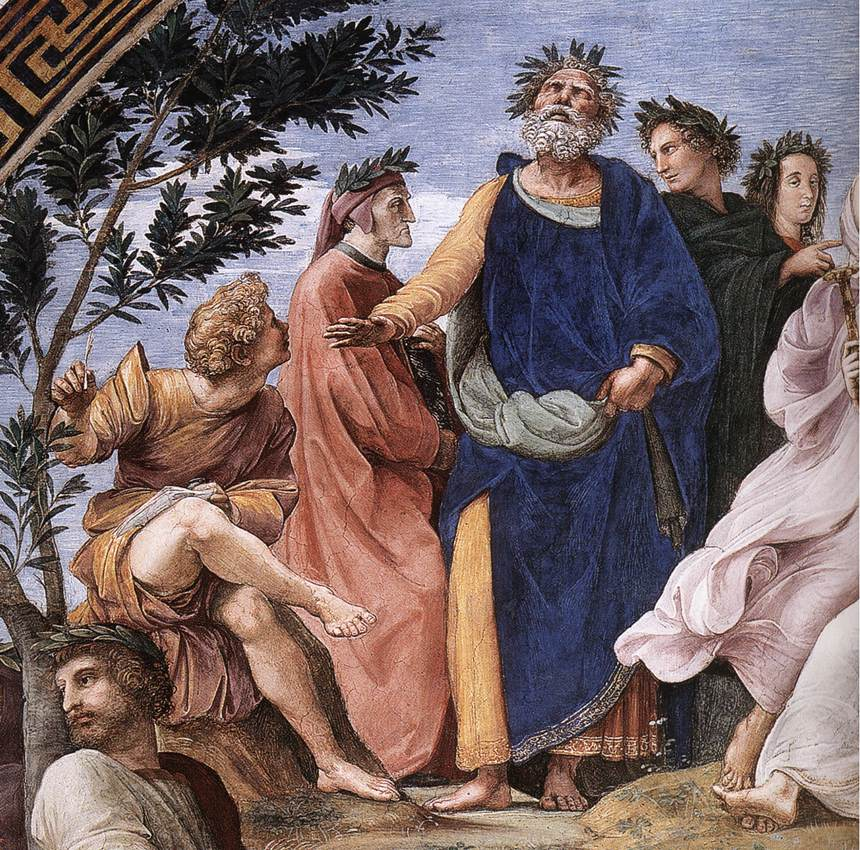
Homer opowiadający mity. Fragment fresku Parnas Rafaela. Stanze Watykańskie.

Mity – w formie ustnych opowieści – wykazują trwałą, występującą we wszystkich społecznościach i w różnych okresach historycznych, tendencję do łączenia się w grupy oraz tworzenia większych całości. Całości te nazywa się w nauce mitologiami.
Mit nie jest więc opowiadaniem całkowicie niezależnym, jest zazwyczaj powiązany tematycznie z innymi mitami opowiadanymi w danej społeczności. Oznacza to, że wątki pojedynczego mitu stają się w pełni zrozumiałe dopiero poprzez odniesienie do całego zbioru mitów tejże społeczności. Te powiązania między poszczególnymi mitami wynikają z faktu, że mitologia danej społeczności dąży zazwyczaj do stworzenia całościowego obrazu wszechświata, opisanego za pomocą mitów, w którym poprzez opowieści o istotach nadprzyrodzonych tłumaczone są np. sens świata, początki danej społeczności, pochodzenie człowieka, jego los, granice jego możliwości, zasięg jego nadziei i pragnień itp.
Mity łączą się w mitologię diachronicznie, wskutek powiązania ich fabuł, a także synchronicznie – poprzez opowiadanie o tych samych postaciach lub wspólną tematykę, wątki czy motywy.

## Mitologia jako zbiór opowiadań literackich

### Starożytność

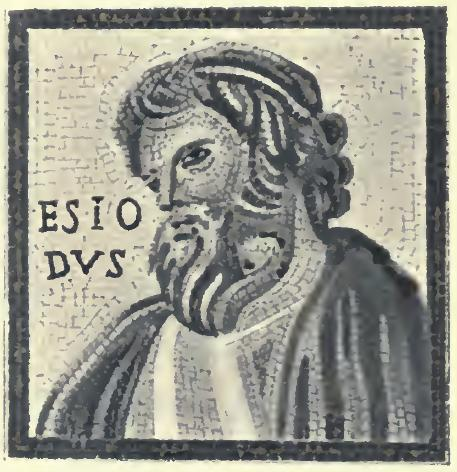
Portret Hezjoda na tzw. Mozaice Monnusa z III wieku. Rheinisches Landesmuseum Trier w Trewirze.

Mitologia, rozumiana jako literacko uporządkowany zbiór opowieści o bóstwach i istotach nadprzyrodzonych, rozwijała się od starożytności przez narastanie, w wyniku dodawania kolejnych opowieści – albo przeciwnie, poprzez rygorystyczną kodyfikację i odrzucanie zbędnego materiału.
Zapisywanie mitów dało początek europejskiej literaturze. Jak wykazały współczesne badania, dzieła Homera powstały w oparciu o ustną tradycję, która składała się z wielu powiązanych ze sobą opowieści, zawierających greckie legendy i mity, utrwalone w Iliadzie i Odysei. Badacze – zwani mitografami – zbierali, opisywali, porządkowali oraz tłumaczyli mity. Łączyli je w literackie zbiory, z których za najstarsze uważa się Theogonię Hezjoda oraz dzieła jego greckich naśladowców. Często zbiory takie miały charakter poetycki – jak w przypadku Metamorfoz Owidiusza, łacińskiego dzieła spisanego w pierwszych latach naszej ery. Zbiory te stanowiły swego rodzaju skarbnicę tradycji mitologicznej danej społeczności.
Mitologia jako forma literatury opierała się w starożytności na definicji mitu rozumianego najogólniej. Dla mitografów składnikiem mitologii było opowiadanie o bóstwach i innych istotach nadprzyrodzonych. Nie tyle związek ze słońcem i księżycem sprawił, że opowieści o Faetonie i Endymionie weszły do rozwijającego się, greckiego, literackiego systemu mitologicznego (mogłyby bowiem istnieć np. bajki na ten sam temat), lecz ich powiązanie z innymi opowieściami o bogach – w tym przypadku Apollinie i Artemidzie.

### Średniowiecze
Średniowieczna literatura europejska zachowała pamięć o antycznych bogach, ich imionach i atrybutach, ale bardzo rzadko przytaczała historie z nimi związane. Kulturę tego okresu zdominowały mitologie germańska i celtycka, które wówczas spisano. Ówcześni pisarze na podstawie wątków germańskich, celtyckich oraz chrześcijańskich wykształcili własną mitologię literacką, która była źródłem inspiracji dla wielu późniejszych twórców.
Przełomowe znaczenie dla kultury europejskiej miało opublikowanie w drugiej połowie XIV wieku Genealogii bogów Boccaccia, dzieła zawierającego alegoryczną interpretację starożytnej mitologii. Cieszyło się ono w XV wieku wielką popularnością i przyczyniło się w sposób decydujący do rozbudzenia zainteresowania antyczną mitologią w Europie.

## Naukowe badania mitologii

### Interpretacja literacko-historyczna

#### Interpretacja tradycyjna

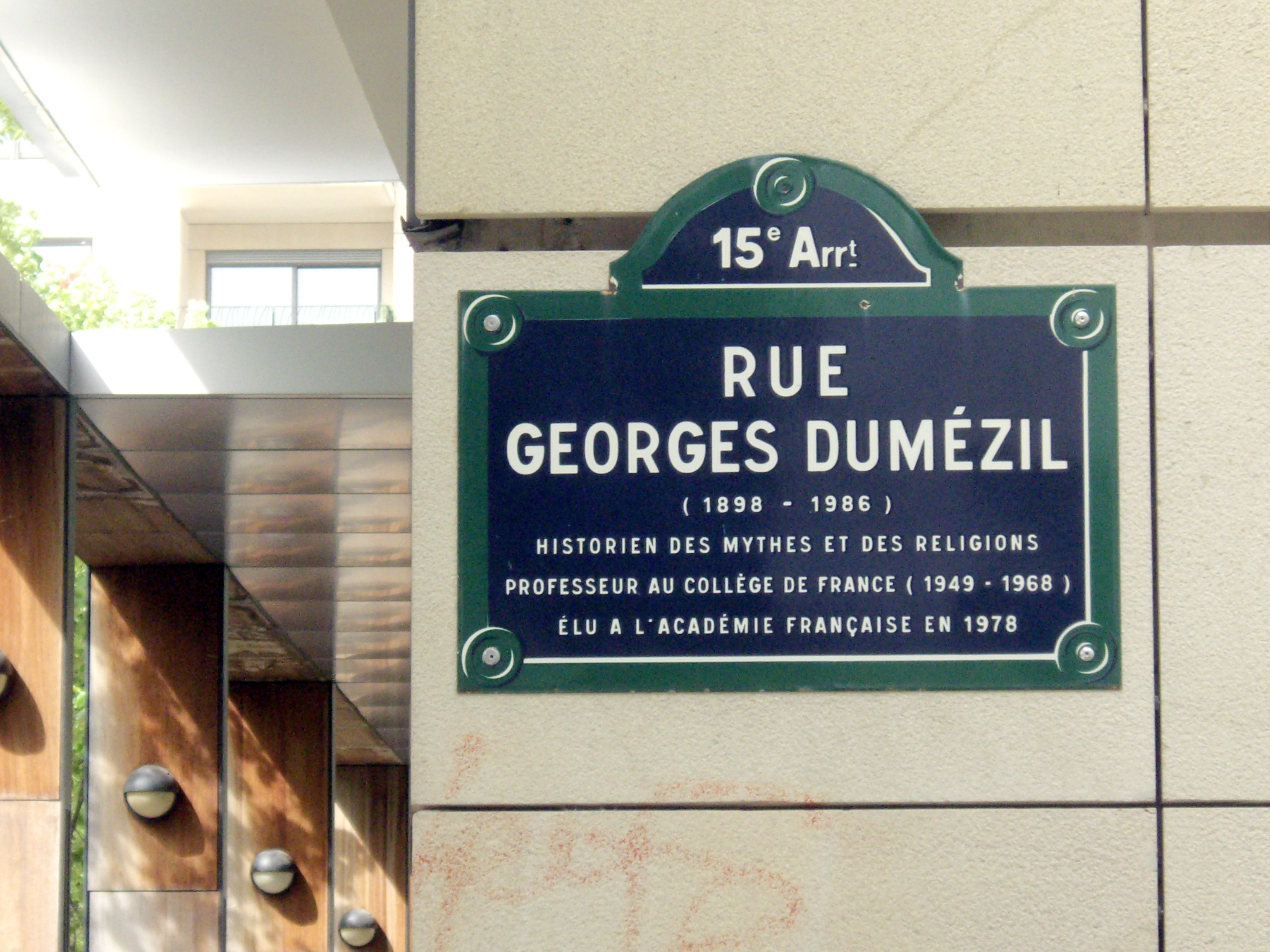
Ulica Georges’a Dumézila w Paryżu.

Klasyczne ujęcie mitologii, zwane niekiedy mitografią lub mitologią ogólną, opiera się na założeniu, że to, co ludzie wyrażają w mitach, jest właśnie tym, co chcą wyrazić. Mitografia narodziła się w starożytności. W ramach tego kierunku mitologia historyczna przedstawia mity w ujęciu historycznym, odróżniając specyfikę poszczególnych krajów i epok; mitologia opisowa jest ujęciem systematycznym i synchronicznym wszystkich najważniejszych mitów funkcjonujących w danej społeczności; mitologia porównawcza natomiast zajmuje się porównywaniem mitów różnych społeczności, wyróżniając w nich cechy wspólne i odrębne.
Zwolennicy tradycyjnego podejścia do mitologii twierdzą, że język mitu jest zamknięty i samopotwierdzający się, nieprzekładalny na język współczesnej nauki. Ich zdaniem ludzie stają się uczestnikami tego języka przez inicjację, nie zaś w drodze łagodnego przejścia i przekładu z innego systemu znaków, a to, co ludzie mówią w kategoriach mitologicznych, daje się zrozumieć tylko przez odniesienie do całej sieci znaków, które mitologię tworzą.
Filologowie, literaturoznawcy i historycy w ramach tradycyjnego podejścia do materiału mitologicznego w XIX i XX wieku stworzyli wiele opisów mitologii poszczególnych społeczności, monografii specjalistycznych, a także słowników i encyklopedii, które miały podstawowe znaczenie dla rozwoju mitologii jako nauki.
Jednym z najbardziej znanych nowożytnych przedstawicieli tego typu podejścia do materiału mitologicznego był francuski filolog Georges Dumézil. Z badań porównawczych wysnuł on wniosek, że mitologiczne bóstwa występują zawsze w parach czy zespołach i zbudował hipotezę o funkcjonowaniu mitu triady bóstw wśród prahistorycznych Indoeuropejczyków. Według Dumézila każdy system mitologiczny jest wyłącznie językowy, ponieważ literatura jest nośnikiem mitologii. Jego zdaniem mitologię i język łączy nierozerwalna więź, gdyż badaniu naukowemu dostępna jest tylko literacka wersja mitologii.
Do rozwoju mitologii ogólnej w XX wieku przyczyniła się w sposób znaczący tak zwana szkoła wiedeńska, powstała wokół osoby i prac austriackiego antropologa Wilhelma Schmidta. Przedstawiciele tego kierunku badawczego dokonali przeniesienia do mitologii porównawczej wyników badań antropologicznych, prowadzonych nad mitologiami ludów prymitywnych. Porównawcza analiza mitologii różnych społeczności doprowadziła Schmidta i jego kontynuatorów do wniosku, że wszystkie mitologie miały pierwotnie charakter pramonoteistyczny, bowiem w swoich opowieściach, w różnych formach, wyrażały przekonanie o istnieniu jednej, wszechmocnej siły nadprzyrodzonej, która jest przyczyną istnienia świata i nadaje temu światu sens.
Chociaż w drugiej połowie XX wieku przeważał w nauce nurt krytyczny wobec tradycyjnej interpretacji mitologii, to jednak w mitologii europejskiej i amerykańskiej nastąpiło odnowienie stanowiska klasycznego, chociaż w innych formach – krytyczno-mitograficznej, postmodernistycznej i mitokrytycznej.

#### Interpretacja krytyczno-mitograficzna

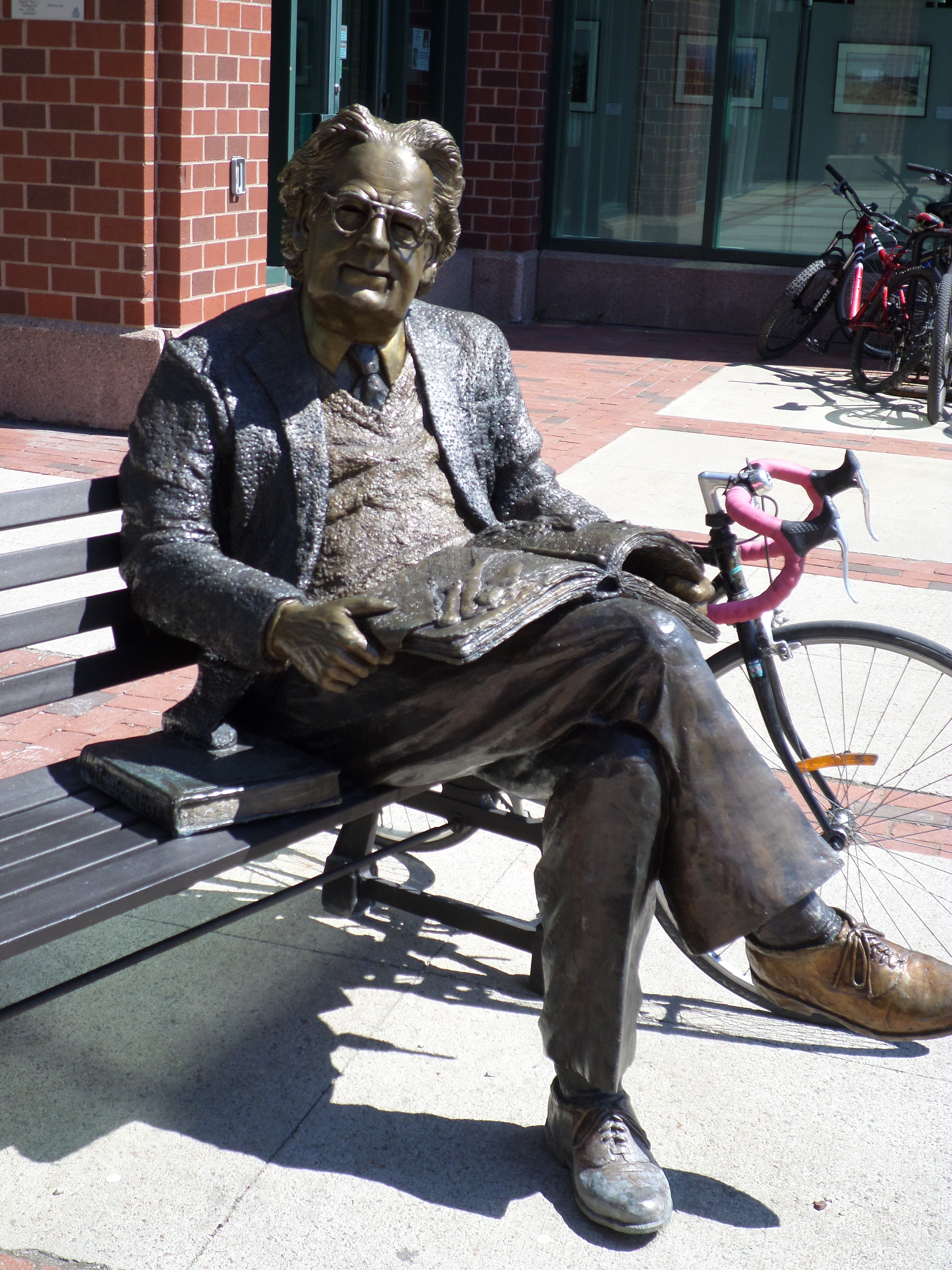
Pomnik Northropa Frye’a w kanadyjskim Moncton.

Twórcą interpretacji krytyczno-mitograficznej był kanadyjski teoretyk literatury Northrop Frye. Poprzez drobiazgową analizę dzieł pisarzy różnych krajów i epok doszedł on do wniosku, że cała literatura europejska jest kontynuacją mitologii. Literatura narodziła się – jego zdaniem – w wyniku procesu desakralizacji mitologii. W tym znaczeniu uważał on, że cała współczesna literatura jest nowożytną mitologią.
Według Frye’a mitologia stanowi dla literatury swego rodzaju matrycę, do której różne dzieła literackie, w odmiennych epokach i kulturach, bez przerwy powracają. Autorzy dzieł literackich operują bowiem metaforami i obrazami, a nie zdaniami logicznymi, a korzenie tych metafor i obrazów tkwią w mitologii. Zjawisko to nazwał Frye mitopeizacją literatury. Każdy temat literacki, który wyraża losy i dążenia człowieka – czyli wszystko, co mieści się w szerokich granicach tego, co literatura jest w stanie wyrazić – jest zawsze w pewien sposób związany z mitem. Stąd na przykład – zdaniem Frye’a – cały ogrom poezji wyraźnie mitopeicznej o formach epickich i erudycyjnych, po które sięgało tak wielu najznakomitszych poetów. Poeta, który traktuje mitologię jako obowiązującą wiarę – tak jak Dante czy Milton traktowali chrześcijaństwo – będzie z niej czerpał z przyczyn oczywistych; natomiast poeci spoza takiej tradycji zwracają się ku innym mitologiom i traktują je jako propozycje lub symbole tego, w co można wierzyć, tak jak na przykład dzieje się to w adaptacjach mitologii antycznej czy okultystycznej u Goethego, Wiktora Hugo, Shelleya czy Keatsa.
Zwolennicy interpretacji krytyczno-mitograficznej analizują każdy mit będący składnikiem mitologii jako należy do pewnej konwencji lub kategorii, takiej jak na przykład kategoria komedii czy tragedii. Twierdzą, że mitologia jest literaturą, choć literaturą „w oprawie prostszej”. Inaczej mówiąc – w mitologii, utożsamianej z pierwotną literaturą, każdy element ma dla przedstawicieli tego kierunku wyłącznie kształt słowny, mitologia jest bowiem dla nich jedynie uporządkowanym układem słów. Ten kształt słowny tworzy – ich zdaniem – niezależny i autonomiczny świat, który może być interpretowany wyłącznie na podstawie swojej struktury literackiej. Jak twierdził Frye: to, co się dzieje w micie, dzieje się tylko w opowieściach i należy do odrębnego, zamkniętego świata literatury.

#### Interpretacja mitokrytyczna

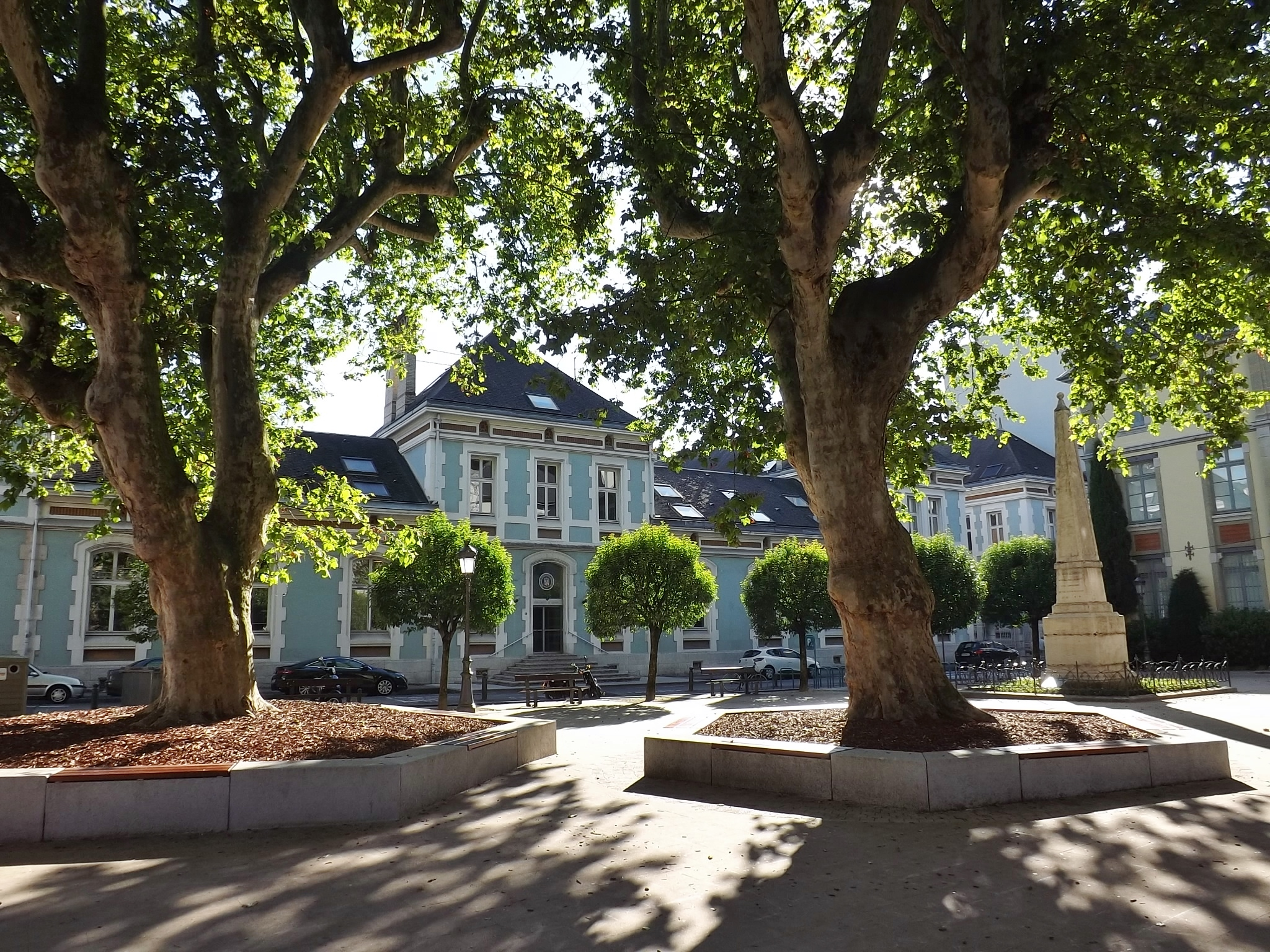
Plac Gilberta Duranda i obelisk z napisem upamiętniającym tego uczonego przez siedzibą Uniwersytetu Sabaudzkiego w Chambéry.

Inną współczesną odmianą interpretacji tradycyjnej jest mitokrytyka. Powstała ona jako rozwinięcie koncepcji Frye’a. Twórcą mitokrytyki był francuski historyk idei Gilbert Durand. Z analizy dzieł literackich mitokrytycy wyciągnęli wniosek, że mitologia jest trwała w swoich podstawowych cechach, opiera się na wyobraźni i wyraża w całej historii człowieka niezmienną strukturę świata wyobrażonego – nie tylko w literaturze, ale współcześnie także np. w filmach czy grach komputerowych.
Dlatego, według Duranda i jego kontynuatorów, cała ludzka kultura może zostać opisana jako mitologia, a głównym zadaniem badacza jest zinterpretowanie dzieła kultury poprzez odnalezienie rdzenia mitologicznego. Rdzeń ten jest najczęściej pewnym ciągiem zdarzeń wyrażonym w fabule lub zbiorem określonych cech bohatera. Po analizie fabuł i bohaterów wielu współczesnych dzieł kultury Durand stwierdził: Każde opowiadanie jest blisko spokrewnione z „sermo mithicus”, z mitem. Mit jest czym w rodzaju modelu, matrycy każdego opowiadania, opartego na podstawowych schematach i archetypach „psyche homo sapiens sapiens”.
Uczeni, którzy prowadzą analizę mitokrytyczną dzieł kultury, badają nawiązania do mitologii zasygnalizowane w tytule, obecność mitów w krótkich utworach lub dziełach większych rozmiarów, odniesienia do mitologii w całej twórczości jakiegoś autora, w kulturze określonego narodu bądź epoki, a także przekształcenia mitologii w określonej kulturze na przestrzeni dziejów.

#### Interpretacja postmodernistyczna
Przedstawiciele postmodernizmu, stojąc na gruncie relatywistycznego założenia ontologicznego, że nie istnieje i nigdy nie istniała pozaliteracka rzeczywistość, sformułowali tezę, że mitologia ma wyłącznie czysto językowe znaczenie, oparte na wyobraźni, i odrzucili wszystkie pozaliterackie interpretacje mitów.

### Interpretacja funkcjonalna

#### Krytyka interpretacji literacko-historycznej
Krytycy klasycznego ujęcia mitologii są zdania, że sposób, w jaki przedstawia ono i traktuje mity, sprowadza mitologię jedynie do opowieści na temat bóstw lub prymitywnej formy spekulacji teologicznej czy filozoficznej – czyli do komunału (toposu) lub sofizmatu. Krytykują zasadę arbitralnego charakteru znaku językowego, gdyż – ich zdaniem – z ustalenia, że określony mit należy do sieci znaków języka mitologii, nie można wyprowadzić wniosku, który wyjaśniałby, dlaczego ukryty sens takiego mitu wykracza często poza czysto językowe znaczenie danej opowieści.
Funkcjonalna interpretacja mitologii zakłada, że język mitu jest przekładalny na język współczesnej nauki, a różne struktury pojęciowe mogą służyć do odkrywania ukrytego sensu mitologii, maskowanego przez treść i formę mitów. Liczne odmiany interpretacji funkcjonalnej zdominowały badania naukowe w drugiej połowie XX wieku. Nastąpił w nich zwrot ku radykalnemu racjonalizmowi, zbudowanemu na teoretycznych modelach funkcjonowania mitologii, które miały umożliwić zrozumienie tego zjawiska bez konieczności rozwijania literackiej interpretacji tekstu mitów. Funkcjonaliści traktują bowiem mitologię jako zamknięty, samowystarczalny system, który pełni w życiu człowieka i społeczeństw określone funkcje.
Przeciwnicy funkcjonalnego podejścia do mitologii twierdzą, że założenia, jakie arbitralnie przyjmują przedstawiciele tego kierunku, mają podstawy filozoficzne, a nie empiryczne. Ich zdaniem twierdzenia mitologii funkcjonalnej nie wynikają z empirycznej analizy mitów, tylko porządkowania materiału mitologicznego pod z góry założoną tezę, w związku z czym funkcjonaliści popadają w petitio principii.
Natomiast zdaniem uczonych reprezentujących funkcjonalistyczne podejście do mitów, tradycyjne badania nie przynoszą rezultatów, które pozwoliłyby dokonać dogłębnej interpretacji materiału mitologicznego. Dlatego – ich zdaniem – szczególnych własności mitologii należy poszukiwać powyżej poziomu jej języka, bowiem natura mitologii jest bardziej złożona, niż forma i treść poszczególnych mitów. Według jednego z najwybitniejszych funkcjonalistów, francuskiego antropologa Clauda Lévi-Straussa: Nieporozumienia i banały, które zbyt często są wynikami mitologii ogólnej, biorą się z nieuwzględnienia wymaganych wielowymiarowych układów odniesienia; uważa się naiwnie, że można je zastąpić przez układu dwu- lub trójwymiarowe. Prawdę mówiąc, mało jest nadziei, że mitologia porównawcza będzie mogła się rozwinąć, nie korzystając z symboliki matematycznej, stosowanej do systemów wielowymiarowych, zbyt złożonych dla naszych tradycyjnych modeli empirycznych.
Zwolennicy mitologii funkcjonalnej sformułowali wiele różnych wyjaśnień mitologii, które można sprowadzić do trzech zasadniczych interpretacji: intelektualnej, emocjonalnej i społecznej.

#### Interpretacja intelektualna

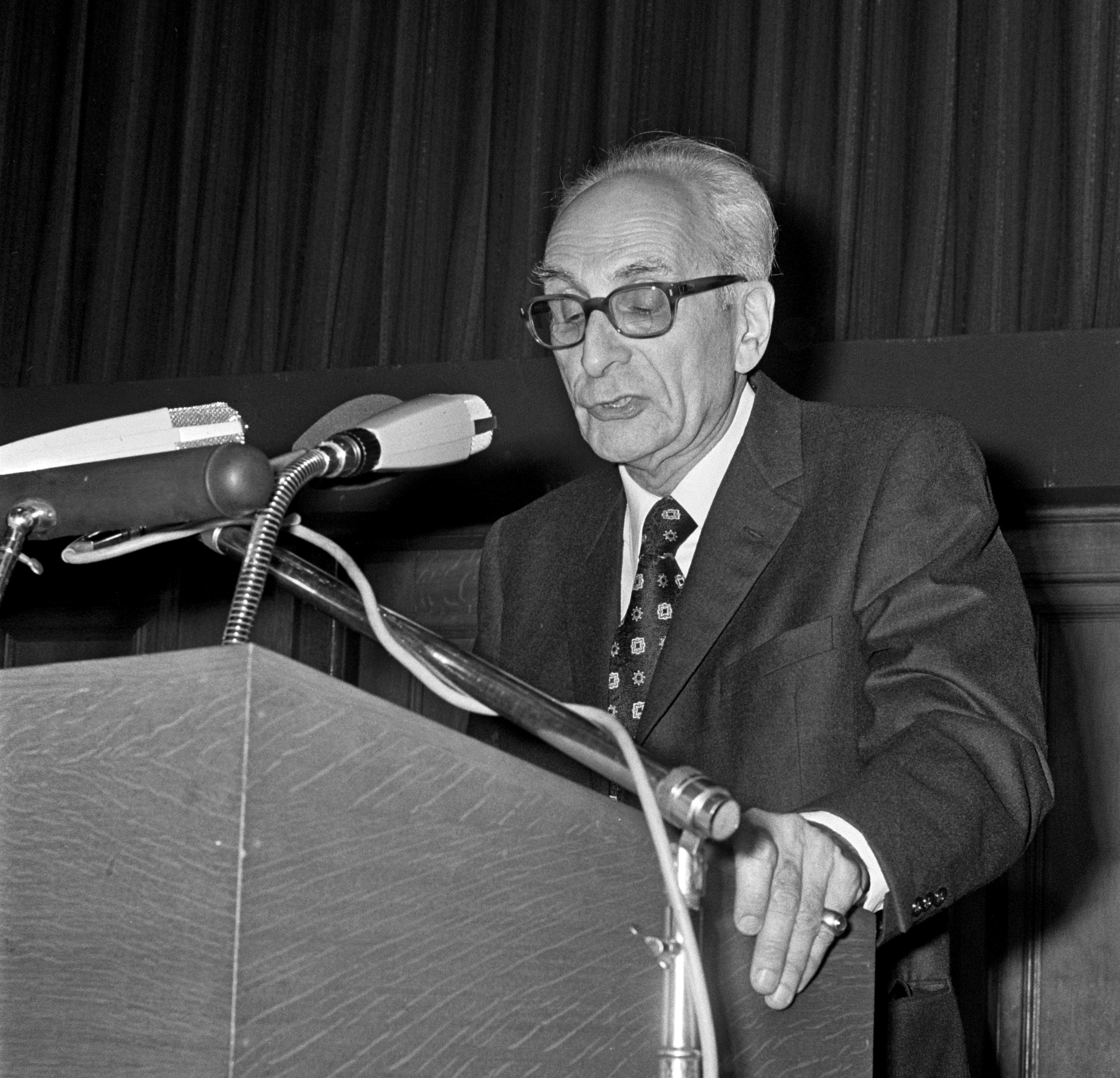
Claude Lévi-Strauss dziękujący w Amsterdamie za przyznanie Nagrody Erazma w 1973 roku.

Uczeni, którzy są zwolennikami interpretacji intelektualnej, uważają, że mitologia przekazuje pewien rodzaj wiedzy, wyjaśniającej zjawiska przyrodnicze i społeczne. Ich zdaniem, w okresie przed upowszechnieniem nauki, mity zastępowały racjonalną wiedzę wytworami fantazji. W tej interpretacji mitologia to pseudonauka, która wyjaśnianie zjawisk przyrody zazwyczaj łączy z magią, rozumianą jako pseudotechnika, która kompensuje brak umiejętności praktycznych technologią imaginacyjną.
Interpretacja ta narodziła w starożytności, a została rozwinięta przez uczonych okresu oświecenia. Była podłożem XIX-wiecznych badań antropologicznych, przede wszystkim dzieł szkockiego antropologa Jamesa George Frazera. Frazer, w monumentalnej monografii „Złota gałąź” (The Golden Bough), doszedł do wniosku, że genezy mitologii należy upatrywać w uosobieniu pod postaciami bóstw sił przyrody (słońca, burzy, pioruna), a także cyklu zajęć agrarnych. Na tej podstawie zbudował teorię, zgodnie z którą mitologia jest wyjaśnieniem sił przyrody, a zarazem zaklinaniem zjawisk przyrody za pomocą magii.
Brak bezpośredniego związku wielu mitów ze zjawiskami przyrodniczymi czy społecznymi tłumaczył Frazer faktem, że wraz z rozwojem społecznym w mitologii wzmaga się tendencja do uczłowieczania bóstw, które pierwotnie uosabiały sił przyrody. Zdaniem Frazera, im bardziej mitologia staje się antropomorficzna, tym większa przepaść zaczyna oddzielać ją od pierwotnych funkcji, a jednocześnie w części społeczeństwa funkcjonują nadal stare mity, więc często w jednej mitologii to samo zjawisko przyrodnicze czy społeczne jest reprezentowane przez różne istoty. Cóż ma wobec tego uczynić mitologia, gdy znajdzie się z dwoma oddzielnymi wcieleniami tego samego elementu? W jaki sposób uregulować stosunki między nimi i znaleźć dla obu miejsce w systemie mitologii? (...) Skoro element został stworzony przez dawnego ducha, a ożywiony przez nowego, ten ostatni, jako dusza elementu, musi również zawdzięczać swe istnienie pierwszemu. W ten sposób stosunek dawnego ducha do nowego będzie stosunkiem twórcy do dzieła stworzonego, a więc w mitologii stosunkiem rodzica do dziecka, jeśli zaś oba duchy są płci żeńskiej, wówczas będzie to stosunek matki do córki – twierdził Frazer.
W XX wieku interpretacja intelektualna przybrała nową formę w pracach Clauda Lévi-Straussa i jego kontynuatorów, zwanych strukturalistami. Według tej szkoły mitologię należy rozłożyć na drobne fragmenty i ponownie ją zestawić w nowy, sensowny porządek. Dzięki temu można odkryć ukrytą strukturę mitologii, której ludzie wychowani na mitach nie są świadomi, a która dostarcza intelektualnych narzędzi do klasyfikowania i wyjaśniania zjawisk przyrodniczych i społecznych. Jak ujął to Lévi-Strauss: Logika myślenia mitycznego wydaje nam się równie wymagająca jak ta, na której opiera się myślenie pozytywne, i w istocie mało od niej różna. Albowiem różnica bierze się nie tyle z jakości operacji umysłowych, ile z charakteru rzeczy, których dotyczą te operacje. (...) Być może, że odkryjemy pewnego dnia, że ta sama logika działa w myśleniu mitycznym i w myśleniu naukowym i że człowiek zawsze myślał dobrze.
Według strukturalistów mitologia dostarcza narzędzi służących do porządkowaniu wizji świata poprzez wprowadzenie wyraźnych rozróżnień pomiędzy elementami, a zarazem dostarcza logicznego modelu rozwiązywania sprzeczności. Dotyczy to przede wszystkim zjawisk społecznych, w mniejszym stopniu przyrodniczych. Na przykład w mitologii odnaleźć można podstawowe, funkcjonujące w danej społeczności prawa przyrodnicze, społeczne czy rodzinne, jak również zasady współżycia społecznego i obowiązujące tabu.
W ujęciu zwolenników interpretacji intelektualnej mitologia jest więc, w dziejach człowieka, etapem poznawania i intelektualnego porządkowania rzeczywistości. Była najstarszą, całościową teorią wyjaśniającą zjawiska przyrodnicze i społeczne. Poprzedzała nowożytną naukę, która jest kolejnym stadium rozwoju intelektualnego ludzkości, gdyż jak zauważył Frazer: tak samo jak nauka zajęła miejsce swych poprzedniczek, tak i ją w przyszłości może zastąpić hipoteza doskonalsza, wynikająca, być może, z zupełnie odmiennego spojrzenia na zjawiska, którego nasze pokolenie nie potrafi sobie nawet wyobrazić.

#### Interpretacja emocjonalna

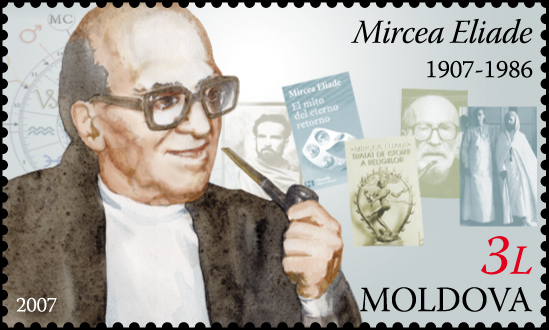
Znaczek poczty mołdawskiej upamiętniający Mircea Eliadego.

Interpretacja emocjonalna, zapoczątkowana przez epikurejczyków, kładzie nacisk nie na poznawczą, lecz na emocjonalną funkcję mitów. Uczeni, którzy są przedstawicielami tego kierunku, uważają, że mity są odpowiedzią na takie zjawiska jak strach przed śmiercią, cierpienie, pragnienie itp.
Najbardziej znanym przedstawicielem tego kierunku był rumuński religioznawca Mircea Eliade. W jego ujęciu mitologia jest zbiorem odpowiedzi na problemy egzystencjalne człowieka, związane z przemijaniem, sensem życia i śmierci, różnorodnością świata. Kreuje ona wzorce osobowe i modele ludzkich zachowań. Pojawianie się podobnych mitów niezależnie, na różnych obszarach i w odmiennych kulturach, tłumaczył Eliade archetypicznym pochodzeniem mitologii. W swojej badaniach oparł się na teorii szwajcarskiego psychologa Carla Gustava Junga i dowodził, że mitologia należy do zbiorowej nieświadomości ludzkości i jest projekcją archetypów transcendencji.
Eliade wyjaśnił znaczenie mitologii między innymi na przykładzie współżycia płciowego i odżywiania. Dla wychowanego na nowożytnej nauce człowieka współczesnego są to tylko czynności fizjologiczne. Człowiek wychowany na mitologii uważa te czynności za swego rodzaju ceremonie, za pośrednictwem których wchodzi w kontakt z siłą, jaką reprezentują istoty nadprzyrodzone. Jak twierdził Eliade, dzięki opowieściom mitologicznym owe elementarne czynności stają się obrzędem, za pośrednictwem którego człowiek zbliża się do rzeczywistości, wkracza w dziedzinę bytu i uwalnia się od (pozbawionych treści i sensu) automatyzmów stawania się „świeckości”, nicości
Mitologia jest więc, dla zwolenników interpretacji Eliadego, „świętą historią”, którą trzeba zapamiętać i opowiadać, aby nadać sens całemu światu i własnemu życiu. Człowiek, opowiadając mity, zbliża się do bogów i ma swój udział zarówno w ich świętości, ale także w ich odpowiedzialności za losy wszechświata. Inaczej mówiąc, chociaż człowiek jest wytworem historii ludzkości, to w sensie kulturowym jest wytworem „historii świętej”, opowiadanej za pomocą mitologii danej społeczności. Skoro zaś „historia święta” opowiada o czynach bóstw i innych istot nadprzyrodzonych, to mitologia jest także – według zwolenników interpretacji emocjonalnej – społecznym wzorcem, za pomocą którego człowiek wyznacza swój własny, osobisty wzorzec. Mitologia bowiem nie tylko jest odpowiedzią na doświadczenia człowieka, ale kreuje także modele ludzkich zachowań, określane jako imitatio dei. Jak twierdził Eliade, poprzez opowiadanie mitów to wierne powtarzanie boskich wzorców ma podwójny rezultat: z jednej strony człowiek, naśladując bogów, utrzymuje się w sferze sacrum, to znaczy w rzeczywistości; z drugiej – świat uświęca się dzięki nieustannemu reaktualizowaniu wzorcowych gestów boskich.
Koncepcję Eliadego rozwinął i zmodyfikował niemiecki historyk idei Hans Blumenberg. Według niego i jego kontynuatorów ciągła aktualność mitologii nie bierze się z odpowiedzi na problemy egzystencjalne, lecz z tego, że mitologia tylko werbalizuje tego typu problemy, pozostawiając je bez odpowiedzi. Według Blumenberga: mity nie odpowiadają na żadne pytanie, tylko sprawiają, że nie ma już jak pytać, ponieważ mit nie ma odpowiadać na jakieś pytanie, lecz wymyślać historie, zanim pytanie stanie się naglące, i po to, aby nie stało się naglące. Inaczej mówiąc – zdaniem Blumenberga – mitologia łagodzi lęk przed niezrozumiałym i obojętnym światem, unieważniając pytania, które zadaje nauka. Mitologia jest więc przeciwieństwem nauki, także filozofii czy teologii, ponieważ poprzez swoje opowieści zaprowadza skutecznie ład i sens w świecie, czego nie są w stanie osiągnąć żadne, nawet najbardziej rozwinięte i weryfikowalne teorie naukowe.

#### Interpretacja społeczna

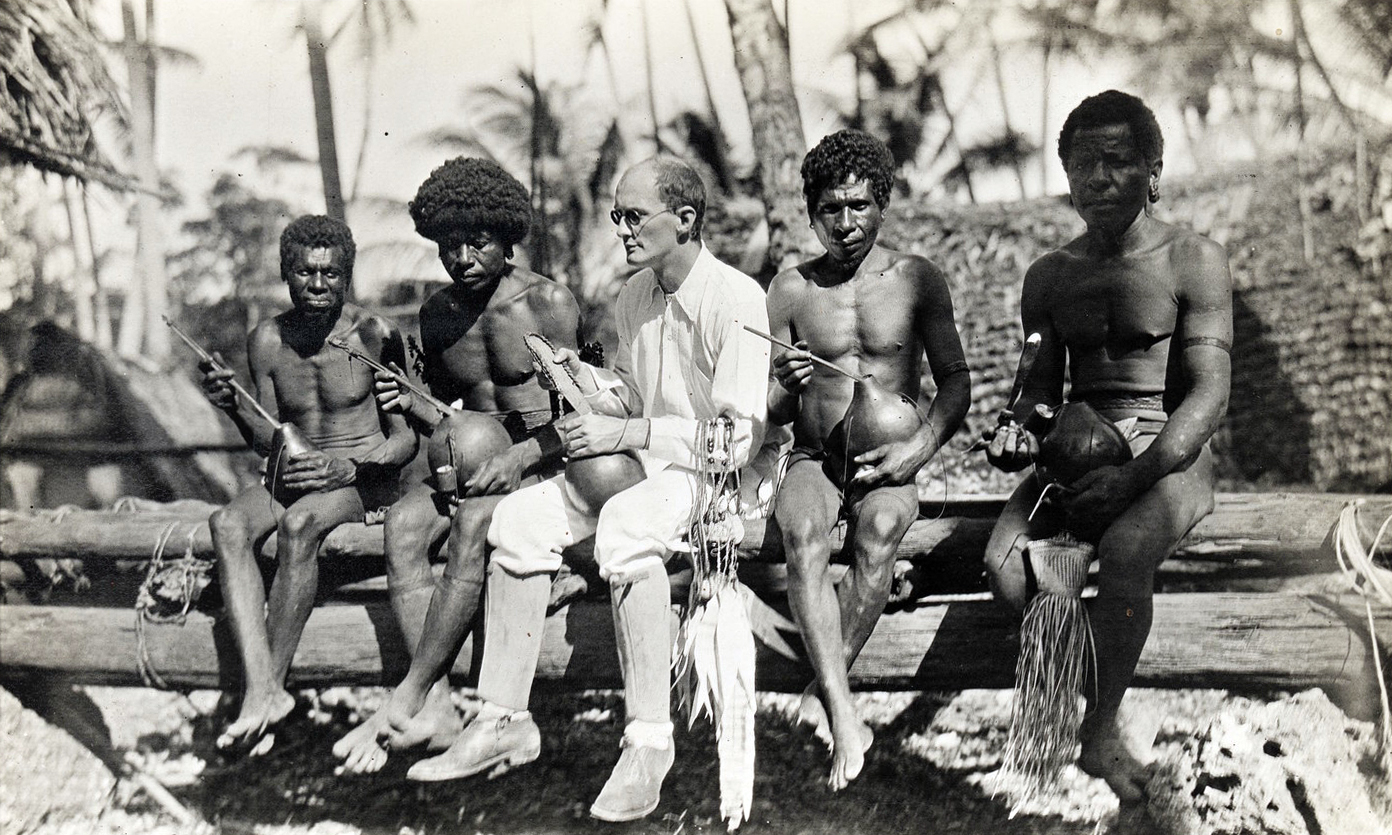
Bronisław Malinowski badający mitologię mieszkańców Wysp Trobrianda w 1918 roku.

W XIX i XX wieku narodziły się interpretacje, które akcentowały rolę mitów w integracji społeczeństwa, w sterowaniu i kontrolowaniu emocji zbiorowych, w podtrzymywaniu struktury rodzinnej i innych instytucji życia społecznego. Najbardziej znanymi przedstawicielami tego kierunku byli szkocki socjolog Émile Durkheim i polski antropolog Bronisław Malinowski. Durkheim uważał mitologię za odzwierciedlenie rzeczywistości społecznej i kulturowej w jej najważniejszych składnikach, powodującą lęk i szacunek, a hamującą instynkty czy popędy. Według Malinowskiego mitologia to zestaw norm moralnych, kontrolujących postępowanie ludzi, którzy żyją w społeczności uznającej dane mity za prawdziwe.

## Mitologia a religia
Wśród uczonych występuje bardzo wiele zróżnicowanych stanowisk w sprawie związków mitologii z religią. Wynikają one przede wszystkim z przyjętych przez danego badacza definicji pojęć „religia” oraz „mit”. Dwa skrajne stanowiska są podzielane przez mniejszość uczonych. Zgodnie z pierwszym z tych skrajnych stanowisk religia i mitologia są tożsame ze sobą. Występuje ono w formie religia jest mitologią albo mitologia jest religią. Przeciwstawne stanowisko głosi, że religia i mitologia są całkowicie różnymi zjawiskami, które łączy jedynie powierzchowne podobieństwo pewnych elementów, więc ich pojęcia są rozbieżne, nie mają ze sobą punktów stycznych.
Większość badaczy próbuje zdefiniować związki religii i mitologii w sposób bardziej zniuansowany, wykazując, że pewne elementy religii są częścią mitologii, a niektóre elementy mitologii występują w religii. Na przykład Aleksander Gieysztor twierdził: Przez mitologię, stanowiącą część główną religii, rozumiemy system personifikacji, alegorii i symboliki, które wyrażały stosunek człowieka do świata. Tę jakże złożoną – także dla współczesnych nam ludzi – relację objaśniały Słowianom i innym ludom podania, baśnie i opowieści. Ujawniała się w nich dzięki fantastyce i niezwykłym skojarzeniom poetycka siła mitu, oddziałując zarówno na przeżycie, jak na poznanie ludzkie i obejmując – jak powieść dzisiejsza – sytuacje w swej istocie rzeczywiste, bo modelowe. Rzutując porządek naturalny i społeczny w świat wyobrażeń sakralnych, mity wyrażały chwiejną równowagę i zakłócenia, nadzieje i nieuchronności losu społecznego i osobistego.

## Mitologia biblijna

### Spór wokół pojęcia „mitologia biblijna”
We współczesnej nauce występują rozbieżne opinie na temat tego, czy Biblia zawiera mity i czy można używać pojęcia mitologia biblijna. Główna oś sporu przebiega między częścią teologów i biblistów, którzy uważają, że Pismo Święte jest historią zbawienia i niedopuszczalne jest traktowanie jej tekstu w kategorii mitu, a częścią literaturoznawców, którzy twierdzą, że Biblia nie jest wyłącznie tekstem sakralnym, ale również literackim, i z tego względu opowieści w niej zawarte mogą być traktowane jako mity i w ten sposób analizowane. Spór nie przebiega jednak wyłącznie pomiędzy teologią a teorią literatury. Kwestia ta dzieli samych teologów i biblistów, jak również badaczy literatury i religioznawców.

### Stanowisko zwolenników mitologii biblijnej

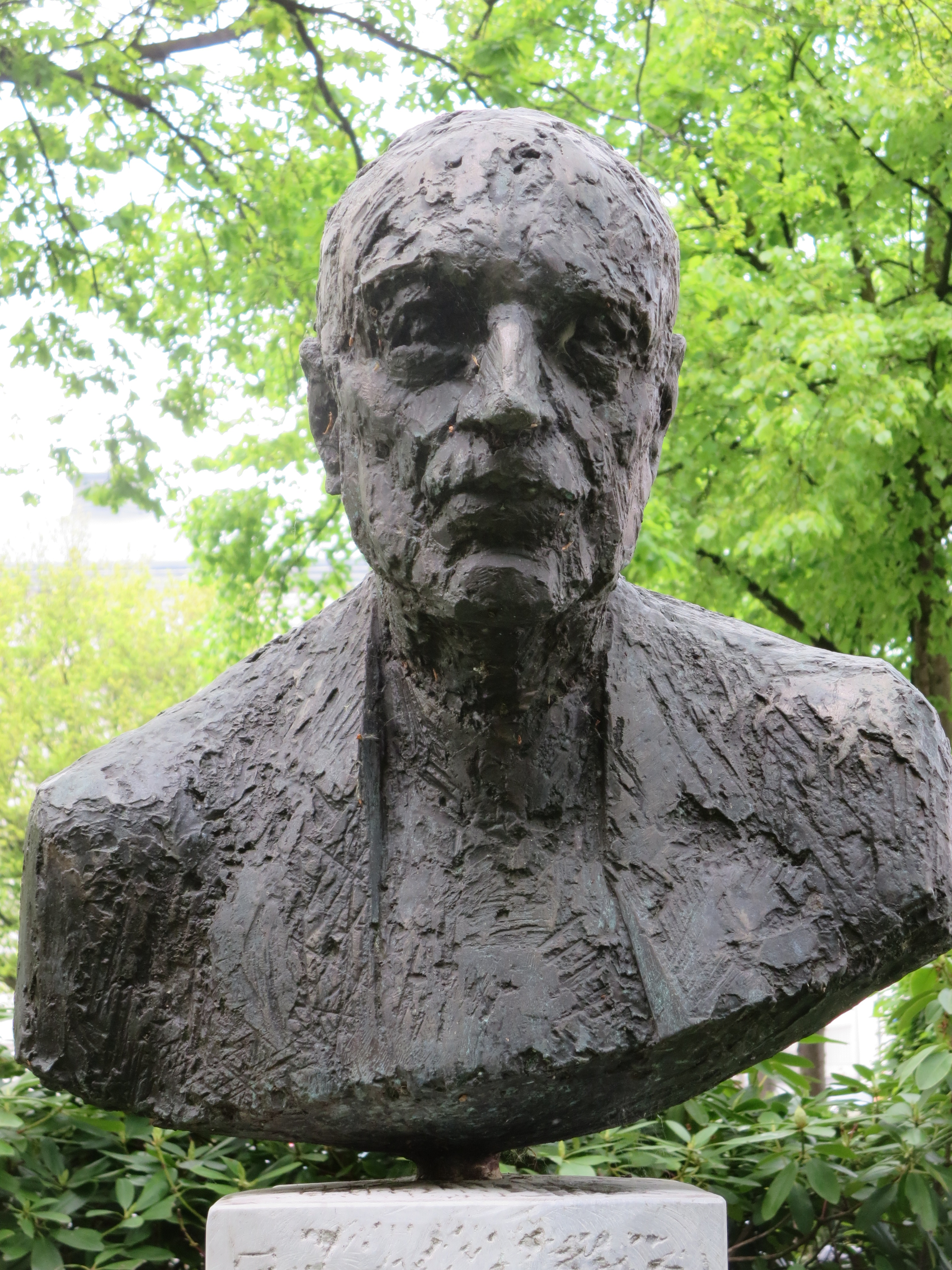
Popiersie Rudolfa Bultmanna w parku przy Uniwersytecie w Oldenburgu.

Wśród badaczy, którzy dopuszczają możliwość analizy Pisma Świętego w kategoriach mitologicznych, nie ma zgody w sprawie określenia, które elementy Biblii należy uznać za mitologię. Do XVIII wieku uważano, że jest ona niemal w całości zapisem faktów historycznych, przekazanych w relacji naocznych świadków. Dopiero uczeni okresu oświecenia sformułowali twierdzenie, że Biblia jest zbiorem mitów żydowskich, analogicznym do mitologii funkcjonujących w innych społecznościach.
W XX wieku przeważał pogląd, że w tekście Pisma Świętego prawda historyczna została wymieszana z mitologią. Twórcą tej tezy był niemiecki teolog Rudolf Bultmann. W monografii Neues Testament und Mythologie, wysunął on postulat „demitologizacji” Biblii. Jego zdaniem analiza opowieści biblijnych winna prowadzić do racjonalnego wyjaśnienia zawartych w nich mitów, takich jak np. opowiadania o cudach, i oddzielenia ich od prawdy historycznej.
Bultmann i jego kontynuatorzy starali się zrekonstruować oryginalną mitologię żydowską, oddzielając mity od legend i źródeł historycznych zawartych w Biblii. Zaliczyli do mitologii między innymi opowiadania o stworzeniu świata, Adamie i Ewie, Kainie i Ablu, potopie, wieży Babel, Sodomie i Gomorze, Hiobie, Wielkiej Nierządnicy, Mesjaszu lub końcu świata. Ich zdaniem mitologia biblijna stała się podstawą doktryny judaizmu, a później chrześcijaństwa i islamu.
Przeciwko zaproponowanej przez Bultmanna interpretacji opowieści biblijnych literaturoznawcy podnieśli wiele zastrzeżeń. Wszystkie te zastrzeżenia zebrał i podsumował Northrop Frye W monografii Wielki kod. Biblia i literatura dowodził, że w Biblii zarówno historia, jak i legendy, mitologia oraz prawdy wiary, zostały wszystkie nierozerwalnie połączone w spójny tekst literacki. Z analizy literackiej Pisma Świętego Frye wysnuł wniosek, że wszystkie opowieści biblijne – bez względu na to, czy przekazują fakty historyczne, legendy czy też mitologię – są splątane i tworzą jeden paradygmat, zawierający opowieść o początkach człowieka, jego upadku i zbawieniu.
Według Frye’a mity, które wpleciono w opowieści biblijne, nie zostały spisane po to, aby ich odbiorcy wierzyli bezwarunkowo w autentyczność przedstawionych w nich wydarzeń, lecz dlatego, żeby sformułować uniwersalny przekaz, zgodny z paradygmatem całego Pisma Świętego. Stąd biblijna mitologia jest specyficzna, nieporównywalna z innymi mitologiami. Na takiej podstawie Frye sformułował tezę, zgodnie z którą celem mitologii biblijnej – tak jak to rozumieli zapisujący czy redagujący ją pisarze – nie było opisywanie konkretnych sytuacji, ale ujęcie ich w taki sposób, żeby ich właściwe znaczenie nie zostało ograniczone do tych właśnie tylko sytuacji. Nie można więc zrekonstruować hipotetycznej, pierwotnej mitologii żydowskiej, bowiem mitologia biblijna mieści się – zdaniem Frye’a – wewnątrz struktury literackiej Biblii, nie zaś poza nią.

### Stanowisko przeciwników mitologii biblijnej
Literaturoznawcy oraz teolodzy, którzy są przeciwnikami analizy Pisma Świętego w kategoriach mitologicznych, podkreślają, że Nowy Testament w czterech miejscach używa greckiego słowa μῦθος. Za każdym razem termin ten jest przytaczany w kontekście negatywnym, jako synonim bajki bądź nieprawdziwej opowieści. Także Ojcowie Kościoła przeciwstawiali w swoich pracach Ewangelię mitologii. Pomysł powiązania mitologii z Biblią narodził się dopiero wśród XVIII-wiecznych uczonych okresu oświecenia.
Spośród argumentów wysuwanych przeciwko tezie, że Biblia zawiera mitologię, powtarzają się najczęściej te, które wskazują na fakt, iż mitologiczni bogowie występują zawsze w parach czy zespołach i uosabiają najczęściej siły przyrody, podczas gdy Bóg Izraela jest jedyny, wszechmocny i bezimienny. Wydarzenia opisywane w Piśmie Świętym osadzane są w kontekście historycznym, natomiast te przedstawiane w mitologiach najczęściej dzieją się w czasie poprzedzającym historię. Ponadto – zdaniem przeciwników analizowania Biblii w kategoriach mitologicznych – opowieści biblijne nakierowane są ku przyszłości, mają kontekst eschatologiczny, podczas gdy mitologie opowiadają o tym, co się wydarzyło, aby wyjaśnić daną rzeczywistość. Uczeni ci twierdzą, że w mitologiach mamy zazwyczaj do czynienia z opowieściami heroicznymi, natomiast Biblia traktuje ludzi w sposób realistyczny, opowiadając o ich wstydzie, cierpieniu czy upadku.
Stanowisko literaturoznawców, przeciwników traktowania Biblii w kategoriach mitologicznych, podsumował w monografii Mythes anciens, figures bibliques, mythes littéraires francuski uczony André Dabezies, stwierdzając: Należy unikać wyrażenia „mit biblijny” jako kategorii nieprecyzyjnej i mylącej: opowieści biblijne nie powinny być uznawane za jedne z wielu opowieści mitycznych, ponieważ różnią się od nich strukturą, funkcjonowaniem i znaczeniem. Ich styl i sposób obrazowania zbliżają je do mitów, ale odróżnia je od nich struktura historyczna, wydźwięk symboliczny, a przede wszystkim osobista więź człowieka z Bogiem, wpisująca się w specyficzną koncepcję czasu.

## Mitopeje
Od literatury okresu romantyzmu z pierwszej połowy XIX wieku w kulturze europejskiej występuje zjawisko celowego przejmowania wątków mitologicznych oraz budowania na ich podstawie fikcyjnych motywów literackich, zwanych motywami mitopeicznymi. Zjawisko to zwane jest przez literaturoznawców mitopeizacją. Współcześnie mitopeizacja dotyczy nie tylko literatury, ale także np. filmów czy gier komputerowych. Niektórzy autorzy, z zapożyczonych z różnych mitologii motywów mitopieicznych, budują całe zespoły mitów literackich, tworząc fikcyjne mitologie. W badaniach naukowych, dla odróżnienia tych fikcyjnych mitologii od mitologii właściwych, używa się wobec mitologii literackich określenia „mitopeje”.
Szczególnym przykładem źródła mitów jest legendarium Tolkiena. Jest ono źródłem wiedzy o mitach i podaniach ludów świata przedstawionego (głównie Silmarillion), ale także próbą stworzenia „mitologii Anglii” (Tolkien wykorzystał dzieła kultury Anglosasów do „ożywienia” mitów w – zdaniem Shippeya – „najbardziej zdemitologizowanym kraju w Europie”).